# Epirhyssa aspera
Epirhyssa aspera là một loài tò vò trong họ Ichneumonidae.